# Carta de Pedro a Filipe

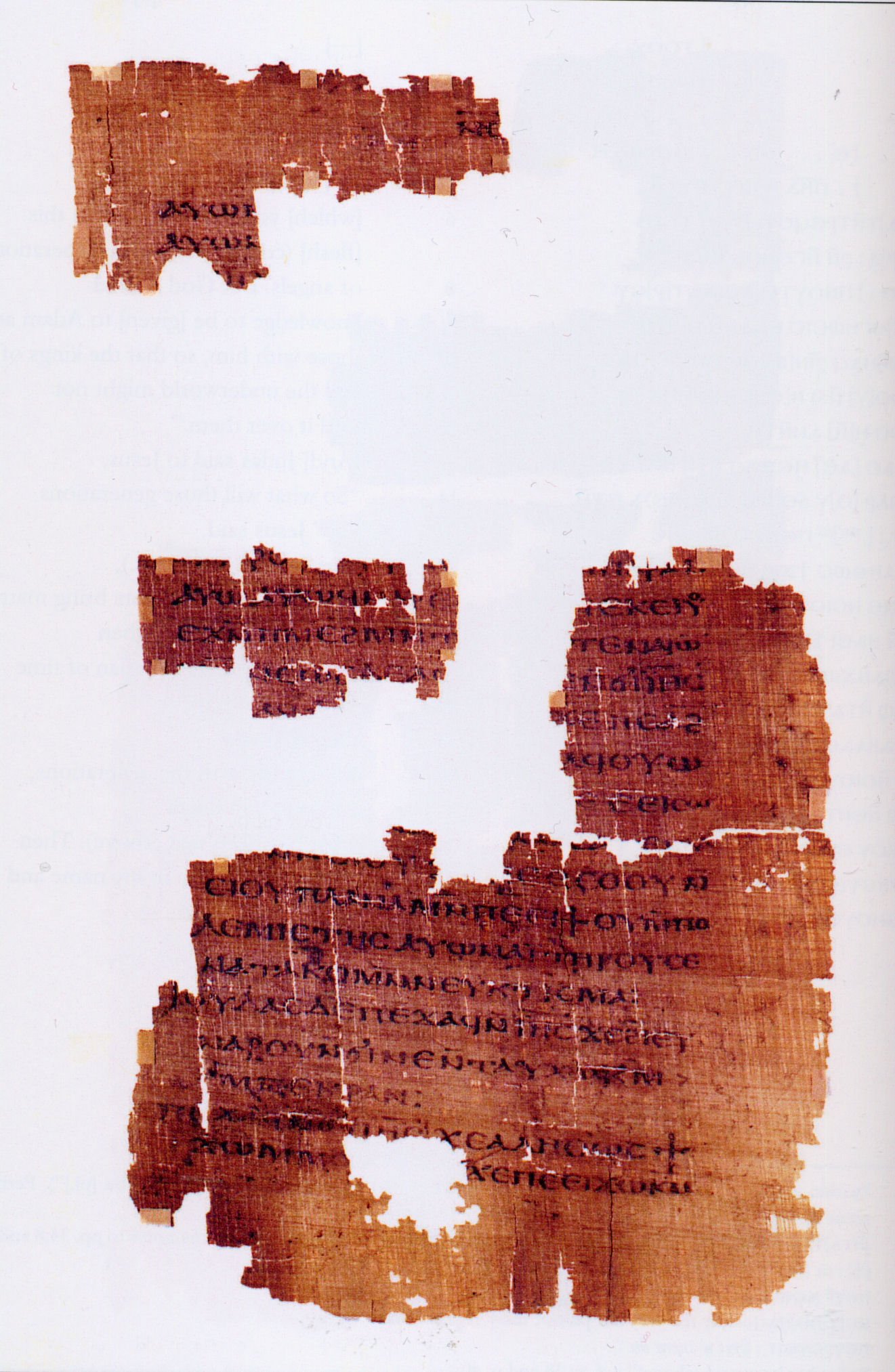
Códice Tchacos (pág. 55), onde uma das cópias da Carta de Pedro a Filipe foi encontrada

A Carta de Pedro a Filipe é um manuscrito Gnóstico que chegou aos nossos dias em duas cópias, ambas no Egito. A primeira foi encontrada entre os códices da Biblioteca de Nague Hamadi (Códice VIII) em 1945. Uma segunda cópia foi descoberta no Códice Tchacos nos anos 70. É uma obra apócrifa do Novo Testamento escrita originalmente em grego no início do século III.

## Conteúdo
O texto contém uma carta curta supostamente de São Pedro para o apóstolo Filipe, seguida de um discurso e uma narrativa Gnósticos sobre a natureza de Cristo. É provável que tenha sido escrito no final do século II ou início do III, originalmente em Grego, mas traduzido depois para o Copta nas versões de Nague Hamadi e do Códice Tchacos.

## Resumo do texto
A Carta começa com uma saudação do apóstolo Pedro, que, depois, expressa o seu desejo (de Pedro) de que Filipe se reúna aos apóstolos em sua missão de evangelização. Quando Filipe e os apóstolos se encontraram no Monte das Oliveiras, eles oraram juntos duas vezes, cada vez enfatizando a luz como um símbolo de Jesus.
Após as orações, os apóstolos são visitados por uma grande luz do céu que se identifica como “Jesus Cristo que está convosco para sempre”. Ele começou a ensinar os apóstolos sobre os éons e seu pleroma, seguido por uma série de perguntas dos apóstolos sobre suas lutas contra os arcontese e quanto eles devem sofrer por causa de sua fé. Uma vez que a luz desapareceu deles, os apóstolos, deixaram o Monte das Oliveiras para ir a Jerusalém, dando continuidade à evangelização.